# Max Heinze

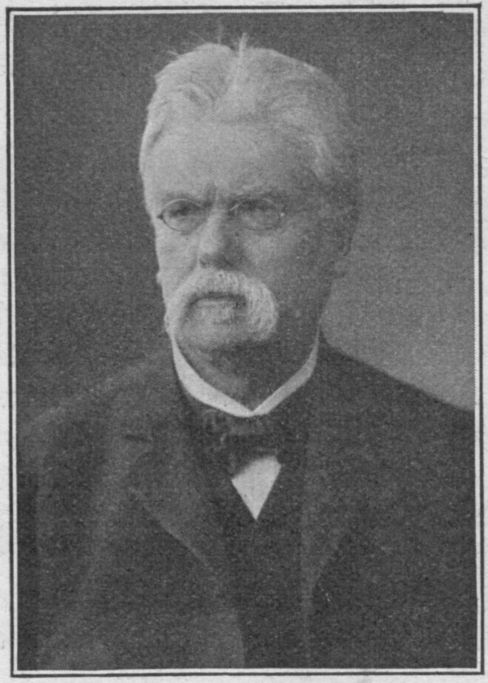
Max Heinze, ca. 1905

Franz Friedrich Maximilian Heinze (* 13. Dezember 1835 in Prießnitz; † 17. September 1909 in Leipzig) war ein deutscher Philosoph.

## Leben
Max Heinze ist der Sohn des evangelischen Theologen Johann Christian Karl (1797–1872) und dessen Frau Henriette (geb. Heumann, 1802–1872). Er hatte das Gymnasium in Naumburg besucht und im Anschluss an den Universitäten Leipzig, Tübingen, Erlangen, Halle und in Berlin ein Studium der philosophischen Wissenschaften durchlaufen. Nachdem er 1860 in Berlin mit der Dissertation Stoicorum de affectibus doctrina (Berlin 1860) zum Doktor der Philosophie promoviert hatte, wurde er 1863 Lehrer an der Landesschule Pforta.
Dort waren unter anderem Friedrich Nietzsche, Franz Emil Jungmann und Ulrich von Wilamowitz-Moellendorff seine Schüler. Bald darauf wurde er Instruktor des Erz- und späteren Großherzogs von Oldenburg und dessen Bruder. In Oldenburg wurde er Gymnasialprofessor und Hofrat. Während jener Zeit schrieb er sein bis heute überliefertes Hauptwerk Die Lehre vom Logos in der griechischen Philosophie. 1872 habilitierte er sich an der Universität Leipzig und war dann als Privatdozent tätig. Er wechselte in gleicher Eigenschaft an die Universität Basel sowie an die Universität Königsberg und wurde 1875 ordentlicher Professor der Geschichte an der philosophischen Fakultät Leipzig.
Hier war er 1877/78 Prokanzler, 1880/81 Dekan der philosophischen Fakultät und 1883/84 Rektor der Alma Mater. 1888 wurde er zum Geheimen Hofrat ernannt und ihm wurde 1905 die Ehrendoktorwürde an der theologischen Fakultät verliehen. Er war Direktor des philosophischen Seminars an der Universität Leipzig, war Mitarbeiter bei der Allgemeinen Deutschen Biographie und bei der Realenzyklopädie für protestantische Theologie und Kirche. Zudem war er Mitherausgeber der Kant-Studien sowie Mitglied der Königlich sächsischen Gesellschaft der Wissenschaften sowie der Preußischen Akademie der Wissenschaften.

## Familie
Aus seiner 1864 geschlossenen Ehe mit Klara (1845–1933) der Tochter des Karl Edmund Lepsius (1805–1873) und dessen Frau Charlotte (geb. Wegmann), sind zwei Söhne und eine Tochter hervorgegangen. Die Tochter Magarethe heiratete den Ministerialdirektor Alfred Kühne (1873–1929). Die Söhne Richard Heinze (1867–1929) und Karl Rudolf Heinze (1865–1928) erlangten ebenfalls Bedeutung.

## Werke (Auswahl)
- Diss. Nus de Anaxagoras
- Die Lehre vom Logos in der Griechischen Philosophie Oldenburg, Ferdinand Schmidt, 1872, XIV-336 S.
- Ethik der Stoiker.
- Stoicorum de affectibus doctrina, 1861.
- Sittenlehre des Descartes. 1872.
- Leibnitz in seinem Verhältnis zu Spinoza. In: Im neuen Reich. 1873. S. 921–932.
- Zur Erkenntnislehre der Stoiker. In: Progr. der Philosophischen Fakultät Leipzig 1879/80.
- Der Eudämonismus in der griechischen Philosophie. In: Abhandlungen der Königlich Sächsischen Gesellschaft der Wissenschaftlichen Philologischen historischen Klasse. VIII, 6, 1883, S. 645–757.
- Vorlesungen Kants über Metaphysik aus drei Semestern. In: Abhandlungen der Königlich Sächsischen Gesellschaft der Wissenschaftlichen Philologischen historischen Klasse. XIV. 6, 1894, S. 483–728.
- Über Prodikos aus Keos. In: Abhandlungen der Königlich Sächsischen Gesellschaft der Wissenschaftlichen Philologischen historischen Klasse. 36. 1884. S. 315–335.
- Über die Nous des Anaxagoras. In: Abhandlungen der Königlich Sächsischen Gesellschaft der Wissenschaftlichen Philologischen historischen Klasse. 42, 1890. S. 1–45.
- Pfalzgräfin Elisabeth und Descartes. In: Raumers Historisches Taschenbuch. 1866. S. 257–304.